# 埃尔雷亚尔德圣玛丽亚
埃尔雷亚尔德圣玛丽亚是巴拿马达连省皮诺加纳区的一个城市，2010年是人口为1,183。 It is the seat of Pinogana District. 该市2000年时人口为1,201，1990年时人口为1,185。